# ميها جفيجي
ميها جفيجي (بالسلوفينية: Miha Žvižej) مواليد 6 نوفمبر 1987 في تسليه، جمهورية يوغوسلافيا الاشتراكية الاتحادية، هو لاعب كرة يد سلوفيني يلعب كمحور. يلعب حاليا مع نادي مونبلييه لكرة اليد ويحمل الرقم 22. مثل منتخب سلوفينيا لكرة اليد.

## المسيرة الاحترافية
لعب مع نادي جورينيه فيلينيه لكرة اليد في الدوري السلوفيني في سنة 2010، ثم لعب مع سيلكيبورج من سنة 2010 إلى 2012، ثم لعب مع نادي مونبلييه لكرة اليد في الدوري الفرنسي في سنة 2016.

## سجل المنافسة
شارك في البطولات التالية:
- بطولة العالم لكرة اليد للرجال 2015

## روابط خارجية
- ميها جفيجي على موقع الاتحاد الأوروبي لكرة اليد (الإنجليزية)
- ميها جفيجي على موقع الاتحاد الفرنسي لكرة اليد (الفرنسية)